# Kymenlaakso
Il Kymenlaakso (Kymmenedalen in svedese)  è una provincia della Finlandia. La regione è divisa nel distretto di Kouvola (97.818 ab.) e il distretto di Kotka-Hamina (87.844 ab.).
Il Kymenlaakso è stata la prima zona finlandese ad essere estensivamente industrializzata già all'inizio del 1800. Oggigiorno l'area soffre del declino dell'industria pesante, principalmente quella della carta, dal momento che lavori sostitutivi non sono semplici da trovare. Pertanto, a seguito di tale declino, il numero di abitanti della regione è in costante decrescita. La maggior parte si sposta verso l'area metropolitana di Helsinki.

## Amministrazione
Come la gran parte delle altre province finlandesi, il Kymenlaakso è governato da due diversi enti:
- l’Associazione del Kymenlaakso (Kymenlaakson liitto) è la confederazione dei comuni, con un Consiglio provinciale nominato dai consiglieri comunali, e una relativa Giunta provinciale. Il suo compito è gestire le competenze comunali su un ambito spaziale più ampio e condiviso.
- l’Area di benessere del Kymenlaakso (Kymenlaakson hyvinvointialue) è l’ente sanitario provinciale, creato nel 2022 e con un Consiglio eletto direttamente dai cittadini, che tramite la relativa Giunta gestisce gli ospedali e i servizi assistenziali.[1]

Il primo ente è quello che nomina il direttore provinciale.
La provincia era inclusa nella Finlandia Meridionale, oggi ridotta a un’Agenzia regionale col ruolo di prefettura statale. 

## Comuni
Nel Kymenlaakso ci sono 6 comuni, di cui tre città. Nella seguente lista le città sono evidenziate in grassetto:
- Hamina
- Kotka
- Kouvola
- Miehikkälä
- Pyhtää
- Virolahti